# TOBE
TOBE Co., Ltd. es una agencia de entretenimiento japonesa con sede en Tokio, fundada el 16 de marzo de 2023. Su representante es Hideaki Takizawa.

## Historia
El 21 de marzo de 2023, Hideaki Takizawa, un ex talento de Johnny & Associates se retiró como vicepresidente de la empresa y presidente de su filial Johnny's Island, anunció la fundación de una nueva empresa, TOBE Co., Ltd.
El 2 de julio del mismo año, se anunció que el exmiembro de V6, Ken Miyake, quien estaba trabajando con Johnny & Associates, se uniría al grupo y trabajaría como artista bajo TOBE.  El 7 del mismo mes, Sho Hirano y Yuta Jinguji, exmiembros del grupo idol de Johnny & Associates, King & Prince, se unieron a TOBE, y el 14 del mismo mes, se unieron a TOBE todos los miembros del grupo de Johnny's Jr., IMPACTors, como "IMP.".
El 16 de agosto, se anunció que Ritsuki Ohigashi, exmiembro de Johnny's Jr., se uniría a TOBE y trabajaría como artista bajo TOBE.
El 17 de septiembre, se anunció que Hiromitsu Kitayama, exmiembro del grupo idol de Johnny & Associates, Kis-My-Ft2, se uniría a TOBE y trabajaría ahí como artista.
El 15 de octubre, Yuta Kishi, exmiembro del grupo idol de Johnny & Associates, King & Prince, se unió a TOBE y anunció que trabajarían juntos como "Number_i" junto con Hirano y Jinguji, quienes anteriormente se habían unido a TOBE.

## Artistas afiliados
Según el sitio web oficial:

### artista masculino
- Ken Miyake
- Hiromitsu Kitayama
- Number_i
  - Sho Hirano
  - Yuta Jinguji
  - Yuta Kishi
- IMP.
  - Arata Sato
  - Shunsuke Motoi
  - Taiga Suzuki
  - Takuya Kageyama
  - Minato Matsui
  - Yuki Yokohara
  - Taiga Tsubaki
  - Haida yoshimoto
- ISSEI[9]
- Ritsuki Ohigashi